# Albertów (województwo śląskie)
Albertów – wieś w Polsce położona w województwie śląskim, w powiecie kłobuckim, w gminie Lipie.
| SIMC    | Nazwa | Rodzaj    |
| ------- | ----- | --------- |
| 0137800 | Paryż | część wsi |

W latach 1975–1998 miejscowość administracyjnie należała do województwa częstochowskiego.